# Ciénaga Bridge
Ciénega Bridge är en spandrillbro som korsar Ciénega Creek och Union Pacific Railroad nära Vail, Arizona. Bron byggdes ursprungligen 1921, och blev då en del av U.S. Route 80, en viktig transkontinental väg, från 1926 till 1956. Som en av de äldsta broarna i sitt slag i Arizona, är Ciénega Bridge listad på National Register of Historic Places. Marsh Station Road går över bron.

## Historia
1920 började Arizona Highway Department bygga en del av Borderland Highway i sydöstra Arizona. Borderland Highway var en del av de större Dixie Overland Highway, Bankhead Highway och Old Spanish Trail auto spår, som var viktiga tidiga transkontinentala motorvägar.  Highway Department fick ekonomiskt stöd för projektet från den federala regeringen under Federal Aid Project Number 18 samt en obligationsemission från Pima County och Cochise County Road Fund. Som en del av motorvägsbyggandet behövde motorvägsavdelningen bygga en stor bro över en avgrund som kallas Ciénega Canyon, ett naturligt inslag i Ciénega Creek, nära staden Vail. De statliga ingenjörerna bestämde sig för att utforma en öppen spandrillbro för att korsa kanjonen. Bågen skulle mäta 45 meter i längd och skulle vara en kombination av två avsmalnande kryssribbvalv som förbinder grundbågen med brodäcket, kompletterat med flera betongpelare som stöder däcket. Indelade skott och betongskyddsskenor skulle placeras på sidorna av brodäcket. Den del av bron som spänner över järnvägen skulle vara en tvådelad sektion med tre pelare som stöds av en svetsad balk. Totalt skulle bron ha 5 spann. Den totala längden på bron skulle vara 85 meter med en bredd på 7 meter. Brons huvudarkitekt var delstatsingenjör Merrill Butler. Den exakta platsen för bron valdes på grund av de höga, solida klippbankarna som ger extra stöd.
Efter att ha slutfört brodesignen tilldelade Highway Department byggandet av bron ett Tucson-baserat företag, English and Pierce. Byggmaterial skulle tillhandahållas av Highway Department. Den nya bron kallades internt "Avsnitt F" av Borderland Highway-byggprojektet. Byggandet av Ciénega Bridge startade 1920. Över 688 kubikmeter sten måste sprängas för att ge plats för brofundamenten. Den totala mängden använd betong uppgick till 714 kubikmeter, medan mängden armeringsstål som använts vägde över 39 871 kilo. Uppförandet av byggnadsställningarna var ett riskabelt arbete, eftersom brobyggarna var tvungna att handskas med möjligheten till höga vattenflöden från bäcken. På grund av en tvist med entreprenören övertogs färdigbyggandet av bron av Highway Department. De hävdade att English and Pierce överskred det ursprungliga avtalade priset, vilket gjorde ett statlig övertagande nödvändigt. Byggandet av bron slutfördes i mars 1921 till en total kostnad av $ 40 000. Från och med 1926 utsågs Borderland Highway till en del av U.S. Route 80, en transkontinental motorväg som sträckte sig från Tybee Island, Georgia till San Diego, Kalifornien.
Ciénega Bridge blev en starkt trafikerad del av USA 80 som hade fått ett rykte om sig att vara farlig på 1950-talet och var en av de farligaste vägarna i delstaten Arizona. Mellan 1952 och 1955 dödades 11 personer i olika bilolyckor på bron. Rutten som leder till bron innehöll en åtta graders nedförsbacke strax innan foten av betongkonstruktionen. Bron höjde sig över 300 meter över bäcken. 1952 påbörjades byggandet av en ny väg. Den nya, rakare sträckningen öppnades den 9 april 1955 och US 80-beteckningen flyttades från Ciénega Bridge till en nyare bro nedströms. Den nya Ciénega-bron gick bara 3 meter ovanför bäcken, i motsats till den ursprungliga bron, och den hade en rakare och jämnare graderad sträckning. Vid öppnandet av den nya bron överfördes äganderätten till den gamla bron till Pima County. US 80 ersattes av Interstate 10 1977. Ciénega Bridge lades till National Register of Historic Places den 30 september 1988.
Huvuddelen av brons struktur har förblivit oförändrad, förutom skyddsräckena som ersattes av betongsuggor 1989. Även om ersättandet av skyddsräcken har försvagat brons övergripande strukturella integritet något, utgör det inte något större hot. Ciénega Bridge är den äldsta kvarvarande öppna spandrillbron i Arizona.